# Issa (profeta)
Issa (em árabe: عيسى; romaniz.: ʿĪsā) é o nome árabe de Jesus, considerado pelo Islão como um profeta.

## Issa no Corão
O Corão não narra a vida de Issa de uma forma cronológica, nem a história da sua vida pode ser encontrada numa só passagem; em vez disso as referências à sua pessoa têm geralmente como objetivo ilustrar um determinado ensinamento.
O Corão refere-se a Issa em quinze suras (capítulos) e em noventa e três (93) versos. Ele é designado nesta escritura de várias maneiras, como  al-Masih (messias), nabi (profeta), rasul (mensageiro), Ibn Maryam (filho de Maria), min al-muiarraben (entre os que estão próximos de Deus), wadjih (digno de louvor neste mundo e no próximo), mubarak (abençoado) e Abd Allah (servo de Deus).

## Nascimento
O episódio da Anunciação de Maria relatado no Alcorão assemelha-se ao relatado no Evangelho. Maria recebe a visita do anjo Gabriel (em árabe é Jibral, Jibrīl, Jibrael, Džibril, Jabrilæ ou Jibrail (جبريل, جبرائيل, [dʒibræːʔiːl], [dʒibrɛ̈ʔiːl], ou [dʒibriːl]) no Islam). O anjo anuncia a Maria o nascimento de Issa e esta mostra-se inquieta uma vez que era uma mulher não casada e virgem. 
Para o islão a concepção de Issa foi o resultado de um decreto de Deus: a concepção de Issa foi miraculosa e semelhante à de Adam (Adão). 
Quando Issa nasceu este falou com Maria do berço e mais tarde com a família desta. Para evitar o escândalo que era o facto de uma mulher não casada ter um filho, Issa anunciou à família de Maria que era um servo de Deus e um profeta com uma revelação escrita.

## Issa enquanto profeta e messias
No islão Issa é simultaneamente um profeta (nabi) e um mensageiro (rasul). Issa foi enviado a um povo em concreto e para além disso Issa recebeu uma escritura sagrada, o Evangelho. A missão profética de Issa é concretizada na realização de milagres, no apelo a que a humanidade siga o monoteísmo e pratique a caridade.

## A questão da crucificação
Os muçulmanos não acreditam que Issa tenha morrido na cruz, acontecimento sobre o qual assenta a teologia cristã. O Alcorão refere claramente que os judeus acreditaram que estavam crucificando Issa, mas que Deus o levou ao Céu, e que, antes da sua morte, Issa será uma testemunha contra os judeus. Para a tradição muçulmana o homem que morreu no seu lugar foi Judas ou Simão de Cirene, tendo as pessoas sido iludidas a acreditar na sua crucificação. Esta visão do corpo de Issa como uma ilusão já existia no docetismo, doutrina cristã do século II. De acordo com a visão islâmica Issa continua vivo no céu; a sua morte só acontecerá nos últimos dias do mundo, quando ele regressar à terra e viver uma vida comum. 